# Maria Borelius
Maria Sigrid Astrid Borelius, född 6 juli 1960 i Täby, är en svensk journalist, författare, företagare och före detta tv-programledare samt politiker (moderat) och statsråd, bosatt i England.

## Biografi
Maria Borelius har avlagt filosofie kandidatexamen i fysik, biologi och matematik samt en masterexamen i vetenskapsjournalistik. År 1989 började hon på Sveriges Television som en av fyra programledare för programmet Trekvart. Sedan har hon där lett vetenskapsprogrammen Nova, Vetenskapens värld och Vetandets värld. Borelius har publicerat en mängd populärvetenskapliga artiklar och böcker samt böcker om föräldraskap, bland annat "Sedan du fött", som översatts till tyska, norska och danska, och "Motboken", tillsammans med Marie Bloom. Hon har även varit styrelseledamot vid Mitthögskolan och aktiv inom styrelser för flera börsnoterade bolag, med fokus på teknikföretag såsom Active Biotech, Sweco och Telelogic.
Tillsammans med Annie Wegelius startade Borelius 1998 medieföretaget K-world som hade e-lärande som affärsidé. Bolaget avvecklades 2002 efter att 700 miljoner kronor i riskkapital förbrukats.
Borelius har flera år bott i London med sin man och fyra barn. Efter att 2006 ha flyttat till Stockholm och Danderyd för uppdraget som riksdagsledamot och handelsminister i regeringen Reinfeldt är hon och familjen nu åter bosatta i England. Hon är syster till Henrik Borelius, tidigare vd för Attendo, och dotterdotter till formgivaren G. A. Berg.
Mellan 2007 och 2012 var Maria Borelius Executive International Director för biståndsorganisationen Hand in Hand International som grundades och drivs av Percy Barnevik. Organisationen arbetar mot fattigdom genom att främja företagande och skapa arbetstillfällen, främst för kvinnor. Under dessa år ökade kvinnorna i projekten i Indien, Sydafrika och Afghanistan från 150 000 till över en miljon. Donationer ges från företag, privata aktörer och bilaterala organisationer.
Borelius är styrelseordförande i Stiftelsen Ester, ett projekt som erbjuder arbetslösa kvinnor med utomeuropeisk bakgrund en möjlighet att ta sig in på den svenska arbetsmarknaden genom eget företagande. Stiftelsen för kvinnligt företagande grundades 2012 av Sofia Altafi, Maria Borelius och Kerstin Thulin. Hon är den enda svenska styrelseledamoten i tankesmedjan Open Europe, en europeisk tankesmedja med kontor i London, Bryssel och Berlin. Hon är även rådgivare till Karolinska Institutet och Lunds universitet. Borelius är krönikör i affärstidningen Dagens Industri och skriver om entreprenörskap, vetenskap, forskning, globalisering och politik. Maria Borelius var mellan 2015 och 2019 tillsammans med Katrine Marçal programledare för EFN Ekonomikanalens podd Londonpodden. Sedan 2019 leder hon tillsammans med Marçal EFN Ekonomikanalens podd Leva som man läser.
Borelius är ambassadör för Psykiatrifonden.

## Handelsminister
Huvudartikel: Ministeraffären vid tillsättandet av regeringen Reinfeldt 2006
I valet 2006 invaldes hon som riksdagsledamot för Stockholms läns valkrets. Hon var handelsminister 6–14 oktober 2006 i regeringen Reinfeldt.
När Borelius utsågs till handelsminister var det för många en överraskning, eftersom hon inte hade någon särskilt stor politisk erfarenhet. Hennes åtta dagar i regeringen dominerades av avslöjande affärer och hon berättade att hon hade haft svart arbetskraft i hemmet, att hon inte hade betalat TV-licens samt att hennes mans sommarvilla ägdes av ett företag på Jersey. Hon fick mycket hård kritik för detta, både internt och externt. Efter åtta dagar blev trycket för hårt och Borelius avgick som statsråd. Samtidigt lämnade hon även sin riksdagsplats och politiken. En tid senare flyttade hon tillbaka till Storbritannien.
Borelius åtta dagar utgör den kortaste tid under vilken ett svenskt statsråd innehaft sin post i modern tid.

## Utmärkelser
- 1994 Cancerfondens journalistpris
- 1997 Amningshjälpens Bröstpris [14]